# تمرد أردو بازار
بعد وفاة شاه رخ، سمحت كوهرشاد بيكم لعبد اللطيف ميرزا أن يكون قائد جيشه على الرغم من تحفظات الطرخان وكذلك تحفظات أبناء بايسنقر ميرزا، وخاصة أبو القاسم بابر ميرزا الذي كان حاضرا هناك في معسكر. أرادت جوهر شاد إرضاء ألغ بك ولكنها في نفس الوقت شجعت الإخوة بايسنقر على التمرد. اتصلت بعلاء الدولة ميرزا في هراة لنقل مشاعرها. لذلك، أغار أبو القاسم بابر ميرزا مع أمراء خرسان على أردو بازار أو سوق المعسكر وتوجهوا نحو علاء الدولة ميرزا في هرات. وما أن أمر قام عبد اللطيف ميرزا بترتيب جيشه بعد عدة مهمات، سار نحو دامغان وفي طريقه سجن جوهر شاد جدته والطرخان.